# Казада (Белуно)
Казада (итал. Casada) је насеље у Италији у округу Белуно, региону Венето.
Према процени из 2011. у насељу је живело 178 становника. Насеље се налази на надморској висини од 1041 м.